# Association française des coureures cyclistes
L'Association française des coureures cyclistes est une association française visant à soutenir le cyclisme professionnel féminin en France.
| Identité                                | Période | Période | Durée |
| Identité                                | Début   | Fin     | Durée |
| --------------------------------------- | ------- | ------- | ----- |
| Marion Clignet (née en 1964)            | 2019    |         |       |
| Élisabeth Chevanne-Brunel (née en 1975) | 2019    |         |       |